# Île aux Planches
L'île aux planches est un parc urbain à plusieurs niveaux situé au Mans.

## Historique et situation
L'île aux planches abritait une usine électrique puis un poste de transformation, un dispatching pour le réseau 5,5 kV Sarthois, et enfin les ateliers de maintenance d'EDF Sarthe qui a fait raser la place en 1998. Alors qu'elle veut revendre le terrain à des promoteurs immobiliers, la mairie finit par racheter la parcelle de 3 hectares. Sa situation géographique est celle d'une petite île coincée entre les deux rives de la Sarthe à quelques kilomètres du centre-ville, proche de la gare sud.
Le parc est accessible, au choix, par le pont du Greffier ou par le pont d'Eichthal.
Le viaduc ferroviaire des Tabacs de la ligne de Paris coupe l'île au sud.

## Aménagement actuel
Il a fallu dix ans pour réaliser l'île aux Planches avec un budget d'environ 6,2 millions d'euros. L'île est ouverte le 21 juin 2008. Elle est notamment composée d'un amphithéâtre et d'un jardin pour enfants. En fait, le parc a changé la géographie des cartes du Mans puisqu'il remplace l'ancienne rue Ampère. Outre ses fonctions de loisirs, c'est un ouvrage hydraulique majeur constitué d'un déversoir permettant la régulation des crues. En été, l'île imite l'initiative de « Paris Plages » en mettant des transats à disposition des usagers.   
Le promontoire de l'île accueille depuis 2013 le Monument à Wilbur Wright de Paul Landowski auparavant installé sur la place des Jacobins.